# James A. Garfield National Historic Site
Le James A. Garfield National Historic Site est une aire protégée américaine à Mentor, dans l'Ohio. Créé le 28 décembre 1980, ce site historique national protège une maison du président des États-Unis James A. Garfield, déjà classée National Historic Landmark le 28 janvier 1964 et inscrite au Registre national des lieux historiques le 15 octobre 1966.